# Bibiana (Torino)
Bibiana (piemonti nyelven Bibian-a) egy észak-olasz község (comune) a Piemont régióban.

## Története
A település neve oklevelekben először 1037-ben jelenik meg Villa Bibiana, Bibianiya, Biniana és Bubiana alakban. Neve valószínűleg a római Baebius keresztnévből származik. A középkorban nemesi családok birtoka volt. A Rorenghi család építtette várát, amelyet a François de Bonne, Lesdiguières hercege vezette csapatok romboltak le a 17. század elején. A 17. században a valdens-üldözések egyik színhelye volt. Emiatt 1663-ban kifosztották. 1808-ban korabeli épületeinek nagy része elpusztult egy erős földrengésben.